# ضهر الوحش
ضهر الوحش (بالإنجليزية: Dahr al-Wahsh)‏ هي قرية في لبنان وتقع على 12 كيلومتر (7.5 ميل) إلى الشرق من بيروت، وتنقسم أرض ضهر الوحش بين مدينة عاليه ومدينتي كحالة وعرايا، لقد حظيت بالاهتمام كموقع لصراع في أكتوبر 1990 أطلق عليه «مذبحة ضهر الوحش» من قبل أستاذ دراسات الشرق الأوسط مردوخاي نيسان، ويختلف التفسير ووصف الحدث وفقًا للمصدر.

## مذبحة ضهر الوحش
في عام 2000 أصدرت ميليشيا حراس الأرز في لبنان بيانًا تضمن الوصف التالي للحدث: 
 شاهد أهالي قرية ضهر الوحش الجنود السوريين وهم يدفعون طابورًا من السجناء اللبنانيين الذين كانوا يسيرون في شورتهم باتجاه جهة مجهولة، شاهدت راهبة -ممرضة في مستشفى بعبدا الحكومي- وصول الجثث وسيارات إسعاف الصليب الأحمر وقد قالت: «لقد أحصيت ما بين 75 و 80 كان لدى معظمهم رصاصة في مؤخرة رؤوسهم أو في أفواههم ولا تزال الجثث تحمل علامة الحبال حول معصميها»، صلابة هذه الجثث كانت قد ثبتت أذرعهم المتقاطعة وراء ظهورهم، وقد كانوا عراة يرتدون سراويل قصيرة فقط، كان هناك ما يقارب العشرة منهم قد أُقتُلِعَت أعينهم بينما كان عشرة آخرون قد قُطِعَ لهم ذراع أو ساق، وقد تم إطلاق النار عليهم جميعا في رؤوسهم، لا يمكن أن يكون هناك شك في إعدامهم، ومع ذلك أعلنت حكومة الهراوي أنه لم تقع مذابح.

 
 يصف عزت نويلاتي الحدث في مقال نشرته مجلة اللجنة السورية لحقوق الإنسان كنتيجة لسوء الفهم، فعندما لم تتلق القوات اللبنانية في ضهر الوحش أوامر وقف إطلاق النار من ميشال عون هاجمت القوات السورية الذين كانوا يعبرون حقل الألغام الأرضية، ولأجل القتلى ال150 منهم قام السوريون بالانتقام من اللبنانيين لانحرافهم عن «قواعد الحرب»، ويشير نيويلاتي إلى أن وزير الدفاع اللبناني ألبير منصور وصف الحدث بأنه «مجزرة مزدوجة»، ويُذكر أن الجثث التي عثر عليها بعد يوم من وقوع الحدث «أُطلقت عليها الرصاص بالرأس بينما كانت أيديهم مربوطة بظهرهم» وكان معظمهم بدون ملابس.
يفترض وليد فارس اللبناني من مؤسسة الدفاع عن الديمقراطيات ‏ أن اللبنانيين هاجموا السوريين على سبيل الاختيار رافضين الاستسلام للغزو السوري، كما يصف المعركة بأنها «حلقة لامعة» في «حرب قصيرة مع الإرهاب» حيث في عقبها قام السوريون بتعذيب وإعدام الجنود والمدنيين كعمل انتقامي.